# Ángel Rada
Ángel Rada (La Habana, Cuba, 14 de octubre de 1948) es un músico y compositor venezolano de música electrónica. Pionero de la música electrónica venezolana junto con Oksana Linde, Miguel Noya, Vinicio Adames, Vytas Brenner, entre otros. En sus inicios estuvo vinculado al Krautrock, la Escuela de Dusseldorf y la Escuela de Berlín, para luego desarrollar un estilo propio que denominará ethonosonics.

## Biografía
De padres venezolanos, Rada nace en un vuelo de avión entre Tampa y La Habana. Se crio en la ciudad Caracas y a los 13 años empezó a estudiar música con su tío, Gustavo Requiz Fernández, quien era director del Coro de la Catedral de Caracas. Luego, estudiará piano en la Escuela de Música José Ángel Lamas.

## Carrera musical

### Años 70 en Caracas
En los años 70 integró la banda The Gas Light, que junto a Un Dos Tres y Fuera, el Grupo C.I.M., Apocalipsis, Daniel Grau, Pablo Schneider, Fernando Yvosky, Vytas Brenner, Miguel Ángel Fuster, Aldemaro Romero y su Onda Nueva, Gerry Weil, formó parte de la movida de música experimental venezolana.

### Alemania
A mediados de los 70, Rada se mudó a Alemania para estudiar electroacústica e ingeniería química en la Universidad de Lübeck. Allí conoció el Moog Modular, de la mano de Klaus Schulze, en ese entonces miembro de Tangerine Dream. En esa época estuvo también en contacto con Edgar Froese, Kraftwerk y Ash Ra Temple.
Para Rada, "estar en contacto con estudiantes de ciencias en la Facultad de Ingeniería también fue una influencia clave para mí a nivel conceptual. Comencé a darme cuenta de que en el universo nada se detiene, todo cambia de un estado a otro y cada objeto se forma moviendo átomos que intercambian electrones. Mi percepción evolucionó a una segunda etapa centrada en la relación entre la física cuántica y el budismo, indicada por Fritjof Capra en The Tao of Physics, por ejemplo. En un momento dado llegué a la conclusión de que la música electrónica era fría y puramente tecnológica, pero la música, evidentemente, ya era más que eso para mí. El sonido de los anillos del planeta Saturno, captado por el satélite Cassini, nos dice que el Universo tiene sus propios sonidos, como Isao Tomita ha capturado en sus álbumes. Consideré que la música podría ser el lenguaje sonoro del Universo, y muchos de sus sonidos proceden de la observación de un entorno particular. Como compositor, este nuevo mundo mágico era necesario, así que pensé en crear un concepto de etnia y sonido, que llamé Ethnosonics, que involucrara instrumentos musicales, algunos de ellos ancestrales. Entonces, con un sampler, una de mis principales herramientas digitales desde entonces, capturé instrumentos indígenas para recrearlos o crear otros nuevos. Etnosonics es un concepto científico y artístico, podría incluir arqueología, paleontología, física cuántica, espiritualidad, psicología, psiquiatría y seguramente puedo decir que ha dividido la línea de tiempo de mi trabajo, mi desviación definitiva de la música electrónica."

### Regreso a Venezuela:Upadesa
Durante los años 80, Rada regresa a Venezuela, donde funda el sello discográfico Uranium Records. Allí publicará sus primeros seis álbumes: Upadesa, Viveka, Solar Concert For Bhagavan, Continuvm, Armagedon & The Third Wave Revolution, Impresiones Etnosónicas.
Los 80 será una década de gran esplendor para la música electrónica venezolana, con figuras como Vytas Brenner, Miguel Noya, Oksana Linde, Musikautomatika, Vinicio Adames, Polyburó, Adina Izarra o Alfredo del Mónaco.
Su disco Upadesa, de 1983, marcaría un hito en la música electrónica venezolana, al ser de los primeros en experimentar con el Moog modular junto con Jayeche (1975) de Vytas Brenner, Gran Sabana (1984) de Miguel Noya y Al comienzo del camino (1985) de Vinicio Adames, así como las primeras piezas producidas por Oksana Linde entre 1983 y 1989. Este disco, está dedicado a Klaus Schulze y Arturo Camero.
En sus discos siguientes, Rada continuó evolucionando en su estilo, tornando hacia una búsqueda espiritual, influenciado por pioneros de la música electrónica como Stockhausen y Robert Schroeder.

### Ethnosonics
A partir de su album Impresiones Etnosónicas, Rada comenzará un viaje que se separa de las tradiciones occidentales, para abrazar técnicas musicales caribeñas, africanas o de la India, que denominará música etonosónica o ethnosonics. Esto será, en parte, gracias a la influencia de Vytas Brenner y Ravi Shankar o Kitaro.

### Actualidad
En 2019, El Palmas Records, en Barcelona, lanza la compilación en dos LP Tropical Cosmic Sounds From Space.
Así mismo, en 2022, el sello barcelonés Wah Wah Records relanza su primer disco Upadesa.
Actualmente vive en Porlamar, en la Isla de Margarita, Venezuela.

## Discografía

### Álbumes de estudio
- 1983: Upadesa
- 1984: Viveka
- 1985: Solar Concert For Bhagavan
- 1986: Continuvm
- 1987: Armagedon & The Third Wave Revolution
- 1987: Biosonics
- 1988: Impresiones Etnosónicas
- 1989: Senderos Imperiales Al Sol Naciente
- 1990: Novilunium
- 1990: Solaris
- 1991: Maderas Biosonicas
- 1992: Susurros Abisales
- 1993: Trascendelia Anthology
- 1995: El Caballero de La Luz
- 1998: The Bamboos Are Whispering
- 2002: Radanet Radio
- 2002: Psychotronics
- 2002: Ethnosonics
- 2002: Crime of the Century
- 2002: Weird Voices
- 2002: The 9Th revelation of Love
- 2002: The Golden Flame
- 2005: Amazonia Rain
- 2005: Neuronal connections
- 2005: 2012
- 2009: Aqua after 2012
- 2010: Aussie Suite
- 2010: Neurosinergy
- 2010: Fractal Variations
- 2013: Bioloops
- 2013: Orbits
- 2016: Neurosurgery For A Latin Country
- 2017: Mahasamadhi
- 2018: Bot Love
- 2019: Aeroblues In Concert
- 2021: Nexus 9
- 2022: lkpaïha
- 2023: Blizzard of Souls

### Compilaciones
- 2019: Tropical Cosmic Sounds From Space

### Antologías
- 2016: Venezuela 70 (Cosmic Visions Of A Latin American Earth: Venezuelan Experimental Rock In The 1970's)